# Каза Фракиони (Пјаченца)
Каза Фракиони је насеље у Италији у округу Пјаченца, региону Емилија-Ромања.
Према процени из 2011. у насељу је живело 22 становника. Насеље се налази на надморској висини од 531 м.